# Mytingstjärnen, Härjedalen
Mytingstjärnen är en sjö i Härjedalens kommun i Härjedalen och ingår i Ljusnans huvudavrinningsområde.